# محسن پورحاجی
محسن پورحاجی (زادهٔ ۱ مرداد ۱۳۶۱ - ساری) بازیکن فوتبال اهل ایران می‌باشد.
وی پیشینهٔ بازی در تیم‌های استقلال ساری، نوژن ساری، نساجی مازندران و پاس همدان را در کارنامهٔ ورزشی خود داراست.

## بن‌مایه
1. ↑  «دربی فوتبال مازندران به سود صنعت ساری پایان یافت». فارس‌نیوز.
2. ↑  «گلزنی اسماعیل صمدی در اولین حضورش در ملوان بندر انزلی/صمدی با دو گل استارت زد». مازند اسپرت. بایگانی‌شده از اصلی در ۱۵ دسامبر ۲۰۱۴. دریافت‌شده در ۱۱ دسامبر ۲۰۱۴.
3. ↑  «عقد قرارداد اسماعیل صمدی و محسن پورحاجی». اف‌سی خونه‌به‌خونه. بایگانی‌شده از اصلی در ۲۵ اکتبر ۲۰۱۴. دریافت‌شده در ۱۱ دسامبر ۲۰۱۴.